# Meftek
Meftek est une localité du Cameroun située dans l'arrondissement de Meri, le département du Diamaré et la région de l’Extrême-Nord. Elle fait partie du canton de Ouazzang.

## Population
En 1974, la localité comptait 610 habitants, des Moufou.
Lors du recensement de 2005, on y a dénombré 958 personnes, dont 463 de sexe masculin (48.33 %) et 495 de sexe féminin (51.67 %).

## Économie

### Éducation
Meftek a des écoles primaires publiques depuis 1992 pour ce qui est de Meftek I et depuis 2004 pour Meftek II. L’état général des bâtiments est jugé passable, avec quelques latrines aménagées. Il n'y a pas de points d’eau, ni de système d’assainissement, encore moins de reboisement ou de clôture. Il n'y a pas de logement d’astreinte.

### Initiatives de développement
Plusieurs projets sont prévus pour la localité de Meftek dans le plan communal de développement, notamment dans les domaines de l’éducation, de l’assainissement et de la santé. Parmi ces projets, on peut citer : la réalisation d’un forage MH au Centre de santé de Meftek, l’équipement du Centre de santé de Meftek, la réalisation d’un verger communautaire, l’appui à la construction d’un abri et l’achat d’un moulin à céréales, la construction de salles de classe et leur équipement.